# Liste der Kulturdenkmäler in Siershahn
In der Liste der Kulturdenkmäler in Siershahn sind alle Kulturdenkmäler der rheinland-pfälzischen Ortsgemeinde Siershahn aufgeführt. Grundlage ist die Denkmalliste des Landes Rheinland-Pfalz (Stand: 21. Dezember 2021).

## Einzeldenkmäler
| Bezeichnung                  | Lage                        | Baujahr | Beschreibung | Bild                           |
| ---------------------------- | --------------------------- | ------- | --- | ------------------------------ |
| Katholische Kirche Herz Jesu | Kirchstraße 13a Lage        | 1905    | neuspätromanische Bruchstein-Basilika, 1905; Gesamtanlage mit bauzeitlichem Pfarrhaus (Kirchstraße 13), Bruchsteinbau                                                                             | weitere Bilder Fotos hochladen |
| Tonbergwerk „Gute Hoffnung“  | Poststraße, bei Nr. 41 Lage | 1961    | Tagesanlagen des Tonbergwerks „Gute Hoffnung“, jetzt Tonbergbaumuseum; Fördermaschinenhaus mit Schachthalle und Fördergerüst, Tonbühne mit Hängebank, Tonbunker; 1961 abgeteuft, 1980 stillgelegt | weitere Bilder Fotos hochladen |